# 埃尔布里奇·格里
埃尔布里奇·托马斯·傑利（英語：Elbridge Thomas Gerry，1744年7月17日—1814年11月23日），美国政治家、外交家，作為民主共和党成员，曾在1813年至1814年擔任美国副总统。傑利出生於一個富裕的商人家庭，他在1760年代反對英國的殖民政策，並在美國獨立戰爭初期中的抵抗運動中活躍。格里當選為第二屆大陸會議代表，並簽署了《獨立宣言》和《邦聯條例》。他是1787年參加憲法公約的三人之一，他們拒絕簽署美國憲法，因為該憲法當時不包括「權利法案」。憲法批准後，他當選為首屆美國國會議員，他以個人和國家自由的倡導者身份積極參與起草和通過《權利法案》。
傑利起初反對政黨的思想，並在聯邦黨人和民主共和黨之間的政治鴻溝兩邊建立了持久的友誼。他是法國外交使團的一員，但在XYZ事件中受到的待遇很差，聯邦黨人要求他對談判破裂負責。此後成為民主共和黨人，1810年至1812年擔任麻薩諸塞州州長，之後連任失利，然而州參議院仍是民主共和黨人佔優勢。傑利隨即在1812年被詹姆斯·麥迪遜選為副總統候選人並當選，但當選後一年半後去世。他是唯一被埋葬在華盛頓特區的《獨立宣言》的簽署人。

## 早年
傑利的名字來自他母親的祖先約翰·艾布瑞基。他的父親托馬斯·傑利是在馬布爾黑德運營商船的商人，他的母親伊麗莎白·傑利是波士頓商人的女兒。傑利的父母總共有11個孩子，儘管只有5個倖存到成年。其中，艾布瑞基·傑利位居第三。到1770年代，傑利已經躋身麻薩諸塞州最富有的商人之列，在西班牙、西印度群島和北美沿岸都有貿易往來。傑利父親於1730年從英格蘭移民，在當地政治中非常活躍，並在當地民兵中起著領導作用。

## 早期政治生涯
1763年英法北美戰爭結束後，傑利反對英國國會對殖民地徵稅。
1772年5月，他贏得了麻薩諸塞灣省議會的大法官和一般法院的選舉。他與塞繆爾·亞當斯緊密合作，以推動反對議會的殖民政策。
1774年，《波士頓港口法》關閉了該市的港口後，格里重新進入政壇，而馬布爾黑德成為替代港口，可以從其他殖民地運送救濟物資。作為該鎮主要的商人和愛國者之一，格里在確保從馬布爾黑德到波士頓的物資的存儲和運送方面發揮了重要作用，中斷了這些活動只是為了照顧他垂死的父親。1774年9月，他當選為第一屆大陸會議代表，但他仍對父親逝世感到悲傷而辭退了，直至1776年當選第二屆大陸會議代表才就任。

## 美國眾議院
反聯邦黨人於1788年曾提名傑利在麻薩諸塞州角逐州長，但他如預期般被受歡迎的時任州長約翰·漢考克擊敗。
傑利成功地嚴格限制了聯邦政府控制民兵的能力，並反對聯邦政府控制一支龐大常備軍的想法，他說：“常備軍就像一名常備成員，它是國內安寧的絕佳保證，但卻是對外冒險的危險誘惑。”
傑利大力支持亚历山大·汉密尔顿關於公共信貸的報告，並支持漢密爾頓的新美國銀行，其立場與他早先提出要求實行經濟集中化的立場一致。
傑利在1792年並未尋求當選連任，返回家鄉撫養孩子以及照顧生病的妻子。他在1796年選舉中有意擔任約翰·亞當斯的副總統參選人。

## 馬薩諸塞州州長
1810年至1812年，傑利擔任麻薩諸塞州州長，在其任內曾簽署法案將州議會選區重劃，史稱傑利蠑螈。
此前多年來，傑利一直未能成功當選麻薩諸塞州州長。1804年，他決定不參加競選，並且半退休以應對財務危機。他的兄弟塞繆爾·羅素生意虧損不少，而傑利通過擔保貸款來支持他，此事最終消耗了傑利餘下的資金。
民主共和黨人詹姆斯·沙利文於1807年從斯特朗手中贏得了州長的席位，但他的繼任者老利瓦伊·林肯無法在1809年大選中勝任，轉由聯邦黨人克里斯托弗·戈爾贏得州長。
1810年，格里參加選舉對陣戈爾，並以微弱優勢獲勝。民主共和黨人把戈爾當成一個親英的托利黨人想恢復君主制（他的父母在獨立戰爭期間一直對英國保持忠誠），而傑利則是愛國的美國人；聯邦黨人則將傑利描述為“法國游擊隊”，而戈爾被描述為誠實的人，致力於消除政府當中的外國影響力。由於暫時減輕了與英國的戰爭威脅，情勢對傑利較為有利。兩人在1811年再次競爭，傑利在激烈的競選中再度取得勝利。然而聯邦黨人媒體對他的誹謗，進一步損害了他在溫和派中的聲望。

## 副總統與死亡
傑利的經濟困難促使他在1812年州長選舉（當年年初舉行）大敗後向詹姆斯·麥迪遜總統尋求聯邦職位。在1812年總統選舉中，他被民主共和黨代表大會選為麥迪遜的副總統競選夥伴，儘管該提名最初是提供給約翰·蘭登。然而人們認為他是一個相對安全的選擇，他可以吸引北方選票，但不會威脅被認為有可能接替麥迪遜的詹姆斯·門羅。麥迪遜輕鬆獲得連任，傑利於1813年3月在麻薩諸塞州的埃爾姆伍德宣誓就職，當時的副總統很大程度上是虛職。
1814年11月23日，傑利在拜訪財政部官員約瑟夫·諾斯的期間心臟病發作，並在返家後沒多久離世。他享年68歲，亦是在任時最年長的副總統，直到1929年被查爾斯·柯蒂斯取代。